# Trigonometrický bod

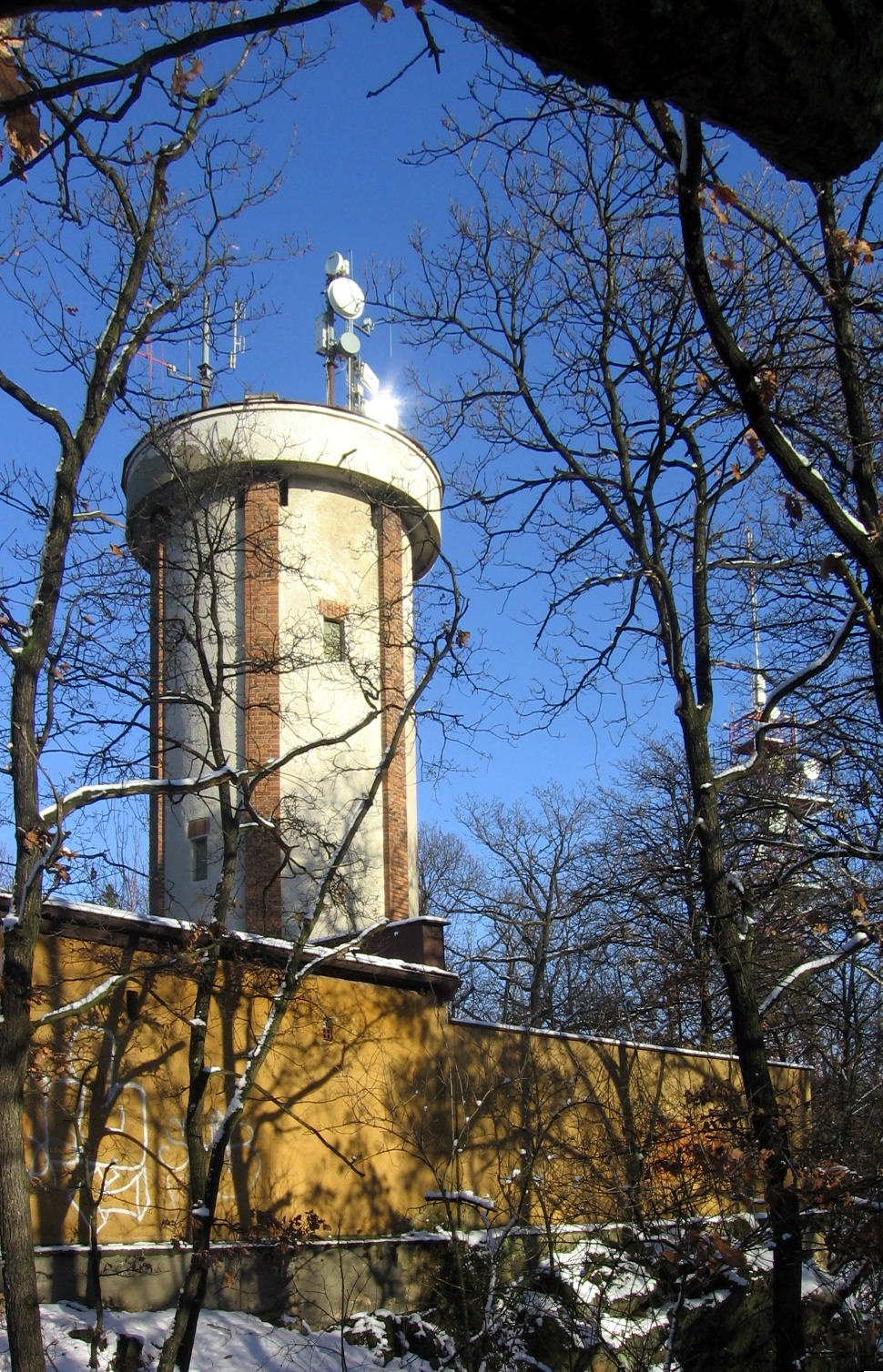
Geodetická věž na trigonometrickém bodě na vrcholu Ládví v Praze

Trigonometrický bod je prvek trigonometrické, tedy trojúhelníkové, polohové geodetické sítě. Bod je vždy stabilizován podzemními či případně i zajišťovacími značkami, a dále též povrchovou (nadzemní) značkou. Konkrétní míra stabilizace je dána úrovní sítě, jíž je tento bod součástí.
Na vybraných bodech I., tedy nejvyšší sítě, byly v Československu budovány zděné měřické věže. Samotnou věž tvořily na sobě dvě nezávislé konstrukce. K vnější bylo připevněno schodiště, na vrcholu podlaha a současně tvořila ochranný kryt pro věž vnitřní, s níž ovšem nebyla jakkoliv spojena a nedotýkalo se jí ani schodiště nebo podlaha na vrcholu vnější věže. Vnitřní věž navíc stála na hlubokých základech. Podoba založení vnitřní věže a absence jejího spojení s věží vnější zajistilo, že se na geodetický měřící přistroj (nazývaný teodolit), který se upevňoval na vnitřní věž, nepřenášely z vnější věže její případné otřesy a měření tak mohlo být přesnější. S ohledem na míru finančních nákladů na výstavbu těchto objektů byly na území Československa tyto věže realizovány na devíti místech. Na většině trigonometrických bodů se tak budovaly trigonometrické věže dřevěné, avšak i ty měly podobu dvou na sobě nezávislých objektů. Vnitřní, nižší, měla zakončení stolkem, na nějž se připevňoval měřicí přístroj. Na vrcholu vnější, vyšší, stavby se nacházela signalizační tyč, na kterou se měřilo z ostatních bodů v okolí.
V sedmdesátých letech 20. století se u trigonometrických bodů osazovaly dvoumetrové tyče s červenobílými vodorovnými pásy a se smaltovanou tabulkou s textem „Státní triangulace, poškození se trestá“.